# Wattston

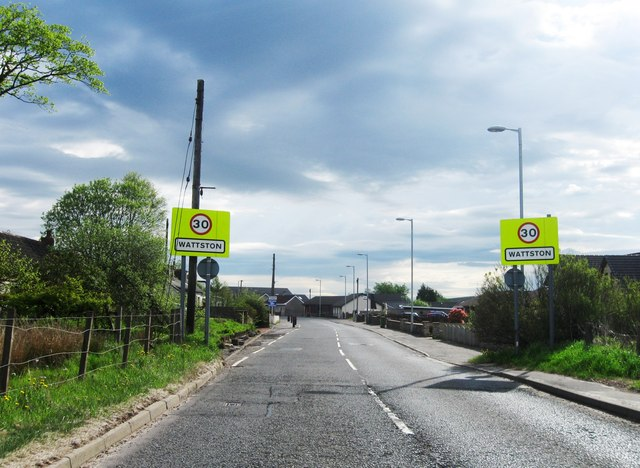
Einfahrt nach Wattston von Westen

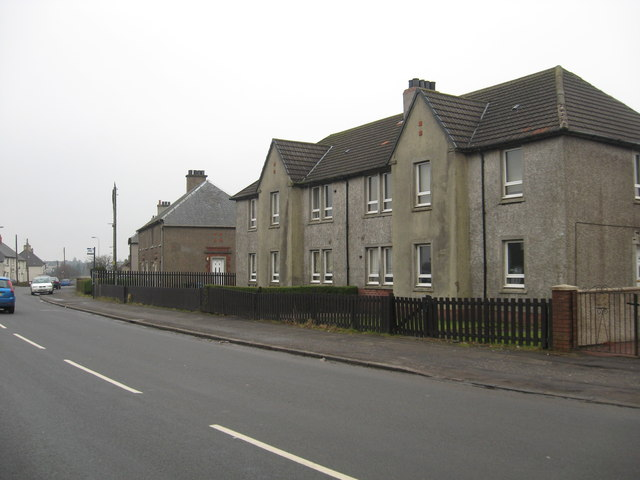
Wohnhäuser in Wattston

Wattston ist eine Ortschaft, die östlich von Glasgow in der Region North Lanarkshire in Schottland liegt.

## Geographie
Wattston liegt in den Central Lowlands in einer flachwelligen, dünn besiedelten und landwirtschaftlich genutzten Gegend, wobei es auch einige Waldgebiete gibt. Nach Cumbernauld sind es etwa fünf Kilometer im Nordwesten und, etwa gleich weit, nach Airdrie im Südwesten. Kleinere Ortschaften in der Nähe sind Riggend im Westen, Stand im Südwesten sowie Greengairs im Nordosten.

## Historisches
Im Rahmen der historischen Gliederung Schottlands in Civil Parishes zählt Wattston zu New Monkland, das zu Lanarkshire gehörte.

## Verkehr
Die Hauptstraße von Wattston bildet die B803, die in Falkirk beginnt und in Coatbridge endet.  Da der Ort früher eine gewisse Bedeutung im Bergbau hatte, finden sich auch die Überreste einer Güterstrecke, über die die gewonnenen Rohstoffe mit der Eisenbahn abtransportiert wurden.